# Гаплогруппа U1a1d (мтДНК)
Гаплогруппа U1a1d — гаплогруппа митохондриальной ДНК человека.

## Палеогенетика

### Неолит
Шулавери-шомутепинская культура
- MT23, MT26 __ Mentesh Tepe (structure 342) __ Товузский район, Азербайджан __ 6000–5000 BCE __ М __ J2b > J2b2 # U1a1 > U1a1d.[1]

### Халколит
Анау
- I4086 | ANAU2 __ Ахалский велаят, Туркменистан __ 4000–3000 BCE (5450 BP) __ Ж __ U1a1d.[2]

Арслантепе
- ART015 | S216 Cr3 __ Батталгази, Малатья (ил), Турция __ 3369-3110 calBCE (4557±25 BP, MAMS-33541) __ М __ E1b1b1b2a1a1~ (CTS4483/L795) > E-CTS9608 # U1a1d.[3]

### Бронзовый век
Алалах
- ALA017 | 32.57, Locus 164, AT 10070 __ Хатай (ил), Турция __ 1614-1466 calBCE (3264±23 BP, MAMS-33685) __ Ж __ U1a1d.[3]

## Публикации
2019
- Narasimhan V., Patterson N., Moorjani P; et al. (Сентябрь 2019). The formation of human populations in South and Central Asia. Science. 365 (6457). doi:10.1126/science.aat7487. PMC 6822619. PMID 31488661. {{cite journal}}: Явное указание et al. в: |author= (справка)Википедия:Обслуживание CS1 (множественные имена: authors list) (ссылка)

2020
- Skourtanioti E, Erdal YS, Frangipane M; et al. (Май 2020). Genomic History of Neolithic to Bronze Age Anatolia, Northern Levant, and Southern Caucasus. Cell. 181 (5): 1158-1175.e28. doi:10.1016/j.cell.2020.04.044. PMID 32470401. {{cite journal}}: Явное указание et al. в: |author= (справка)Википедия:Обслуживание CS1 (множественные имена: authors list) (ссылка)

2023
- Guarino-Vignon P; Lefeuvre M; Chimènes A; Monnereau A; Guliyev F; Pecqueur L; Jovenet E; Lyonnet B; Bon C. (Март 2023). Genome-wide analysis of a collective grave from Mentesh Tepe provides insight into the population structure of early neolithic population in the South Caucasus. Communications Biology. 6 (1). doi:10.1038/s42003-023-04681-w. PMC 10039893. PMID 36966245.